# Rian Sukmawan
Rian Sukmawan (* 21. November 1985; † 27. Februar 2016 in Semarang) war ein indonesischer Badmintonspieler.

## Karriere
Rian Sukmawan gewann 2006 das Herrendoppel bei den Dutch Open gemeinsam mit Eng Hian, mit dem er im selben Jahr auch bei den New Zealand Open erfolgreich war. 2007 verteidigte Sukmawan seinen Titel bei den Dutch Open, diesmal mit Yonathan Suryatama Dasuki an seiner Seite. Bei den Swiss Open 2007 belegte er Platz 3 mit Eng Hian. Sukmawan starb am 27. Februar 2016 nach einem Schaukampf auf dem Weg ins Krankenhaus.

## Erfolge
| Saison | Veranstaltung          | Disziplin    | Platz | Name                                      |
| ------ | ---------------------- | ------------ | ----- | ----------------------------------------- |
| 2006   | Dutch Open             | Herrendoppel | 1     | Rian Sukmawan / Eng Hian                  |
| 2006   | New Zealand Open       | Herrendoppel | 1     | Eng Hian / Rian Sukmawan                  |
| 2006   | Surabaya International | Herrendoppel | 1     | Ade Lukas / Rian Sukmawan                 |
| 2007   | Dutch Open             | Herrendoppel | 1     | Rian Sukmawan / Yonathan Suryatama Dasuki |
| 2007   | Swiss Open             | Herrendoppel | 3     | Rian Sukmawan / Eng Hian                  |